# Морейвия (Нью-Йорк)
Морейвия или Моравия — город в округе Кейюга, штат Нью-Йорк, США. Население города составляло 3626 человек по переписи 2010 года.
В составе города имеется одноимённая деревня. Город находится в регионе озёр Фингер, к югу от Оберна.

## История
Изначально посёлок Морейвия был частью Центрального Нью-Йоркского военного тракта. Первые поселенцы прибыли сюда около 1789 года, когда здесь ещё обитали местные индейцы. Город был образован в 1833 году путём слияния посёлка с городком Семпрониус.
Город Морейвия долгое время был известен как последний оплот вигов, ныне не существующей политической партии бывшего президента США Милларда Филлмора. Согласно данным регистрации избирателей, несколько вигов всё ещё были зарегистрированы в округе в начале 1980-х годов.

## География
По данным Бюро переписи населения США, общая площадь города составляет 76.8 км² суши, и 2.0 км² воды.
Морейвия находится на южном берегу озера Оваско, а залив Оваско течет на север через город к озеру. Ручей Милл-Крик впадает в залив Оваско на территории деревни Морейвия.
Трасса 38 штата Нью-Йорк соединяется с трассой 38А штата Нью-Йорк в деревне Морейвия.
Местной достопримечательностью является живописный водопад Carpenter Falls.